# Boiga cyanea
Boiga cyanea este o specie de șerpi din genul Boiga, familia Colubridae, descrisă de Duméril, Bibron și Duméril 1854. Conform Catalogue of Life specia Boiga cyanea nu are subspecii cunoscute.